# Südlicher Ozean

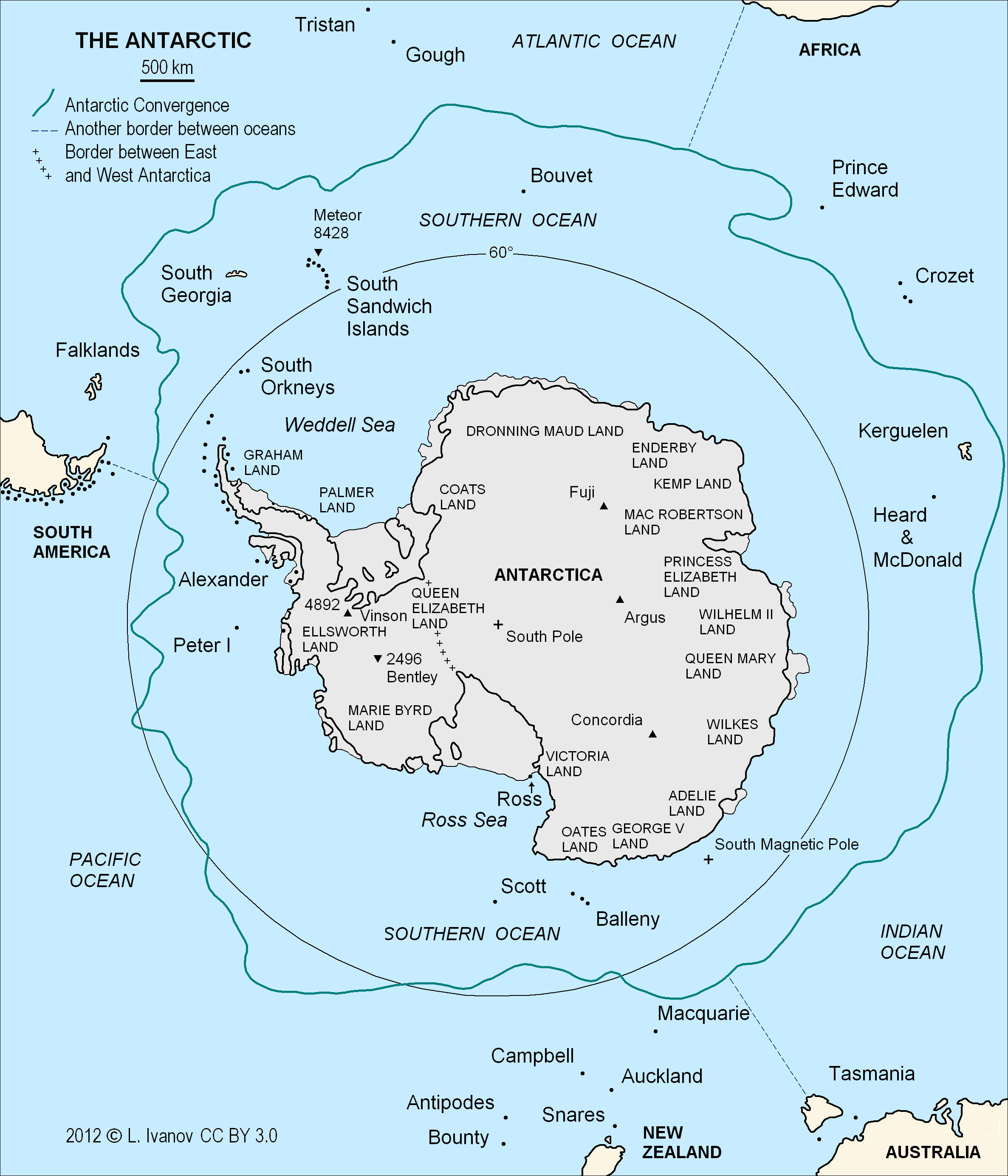
Mathematische Abgrenzung (60. Breitengrad) und Antarktische Konvergenz

Der bis 7235 Meter tiefe Südliche Ozean, der auch Südpolarmeer, Südliches Eismeer, Antarktischer Ozean oder Antarktik genannt wird, ist mit 20,327 Mio. km² nach dem Arktischen Ozean (Nordpolarmeer) der zweitkleinste Ozean der Erde. Zusammen mit der Landmasse Antarktika bildet er die Weltregion der Antarktis.

## Geographie
Der Südliche Ozean hat eine Ausdehnung von rund 20,327 Mio. km². Im Atlantisch-Indischen-Südpolarbecken ist er bis 5805 m tief; diese tiefe Stelle liegt etwa bei 61° 0′ 0″ S, 44° 0′ 0″ O. Eine größte Tiefe von 7235 Metern wird im südlichsten Ausläufer der Süd-Sandwich-Rinne erreicht, bei 61° 0′ 0″ S, 24° 0′ 0″ W, etwa 180 km südöstlich der Südlichen Thuleinseln – der größere Teil dieser Tiefseerinne und deren tiefste Stelle liegen jedoch nördlich von 60° südlicher Breite und sind damit Teil des Atlantischen Ozeans.
Der Südliche Ozean umfasst den Meeresbereich südlich des 60. Breitengrades bzw. südlich der antarktischen Konvergenz. Damit werden die Meeresgebiete zusammengefasst, die den Kontinent Antarktika (die eigentliche Landmasse der Antarktis) umgeben. In Richtung Norden geht er jeweils in den Atlantik, den Indischen Ozean und den Pazifik über.
Die Bezeichnung Südlicher Ozean wurde im Frühjahr 2000 von der Internationalen Hydrographischen Organisation (IHO) offiziell beschlossen. Bis dahin wurden die antarktischen Meeresgebiete als Südliches Eismeer bezeichnet, bestehend aus den jeweils südlichen Bereichen des Atlantischen, Indischen und Pazifischen Ozeans. Diese Meeresgebiete werden heute als Atlantischer, Indischer und Pazifischer Sektor des Südlichen Ozeans bezeichnet. Die Definition folgt der rechtlichen Festlegung des Antarktisvertrages. Die natürliche Grenze wird durch die antarktische Konvergenz gebildet. Das ist jene Zone, in der die kalten Wassermassen des Südlichen Ozeans auf die warmen Wassermassen des Nordens treffen. Sie verläuft zwischen dem 40. und 60. Breitengrad und ist sowohl im Verlauf als auch jahreszeitlich schwankend.
Die Schlüsselrolle im Ökosystem des Südlichen Ozeans nimmt der Krill ein. Im Winter frieren große Teile zu. Diese Gebiete werden dann Packeis genannt. Typisch für das Südpolarmeer sind Tafeleisberge, die aus Bruchstücken des Schelfeises entstehen. Er gilt bei Seeleuten als der stürmischste aller Ozeane.
Im Südlichen Ozean besteht ein komplexes Strömungssystem, das sich im Wesentlichen aus drei Hauptströmen zusammensetzt: dem antarktischen Oberflächenwasser, dem antarktischen Bodenwasser und dem zirkumpolaren Tiefenwasser. Das antarktische Bodenwasser entsteht insbesondere im Küstenbereich der Antarktis und ist die kälteste und dichteste Wassermasse der Welt, die kaltes Wasser aus dem Bereich der Antarktis abtransportiert, wobei es sogar noch nördlich des Äquators im Atlantik nachgewiesen werden konnte. Das antarktische Oberflächenwasser entsteht infolge des Auftauens der Eismassen in der Antarktis und hat einen sehr geringen Salzgehalt und eine entsprechend geringe Dichte. Zwischen dem schweren antarktischen Bodenwasser und dem leichten antarktischen Oberflächenwasser, die beide kaltes Wasser aus der Antarktis abtransportieren, liegt die Schicht des wärmeren zirkumpolaren Tiefenwassers, das mit zunehmender Nähe zum antarktischen Kontinent durch die Topographie des Meeresbodens und das absinkende antarktische Bodenwasser nach oben gedrückt wird. Dadurch entsteht eine Zone starken Auftriebs, die antarktische Divergenz.

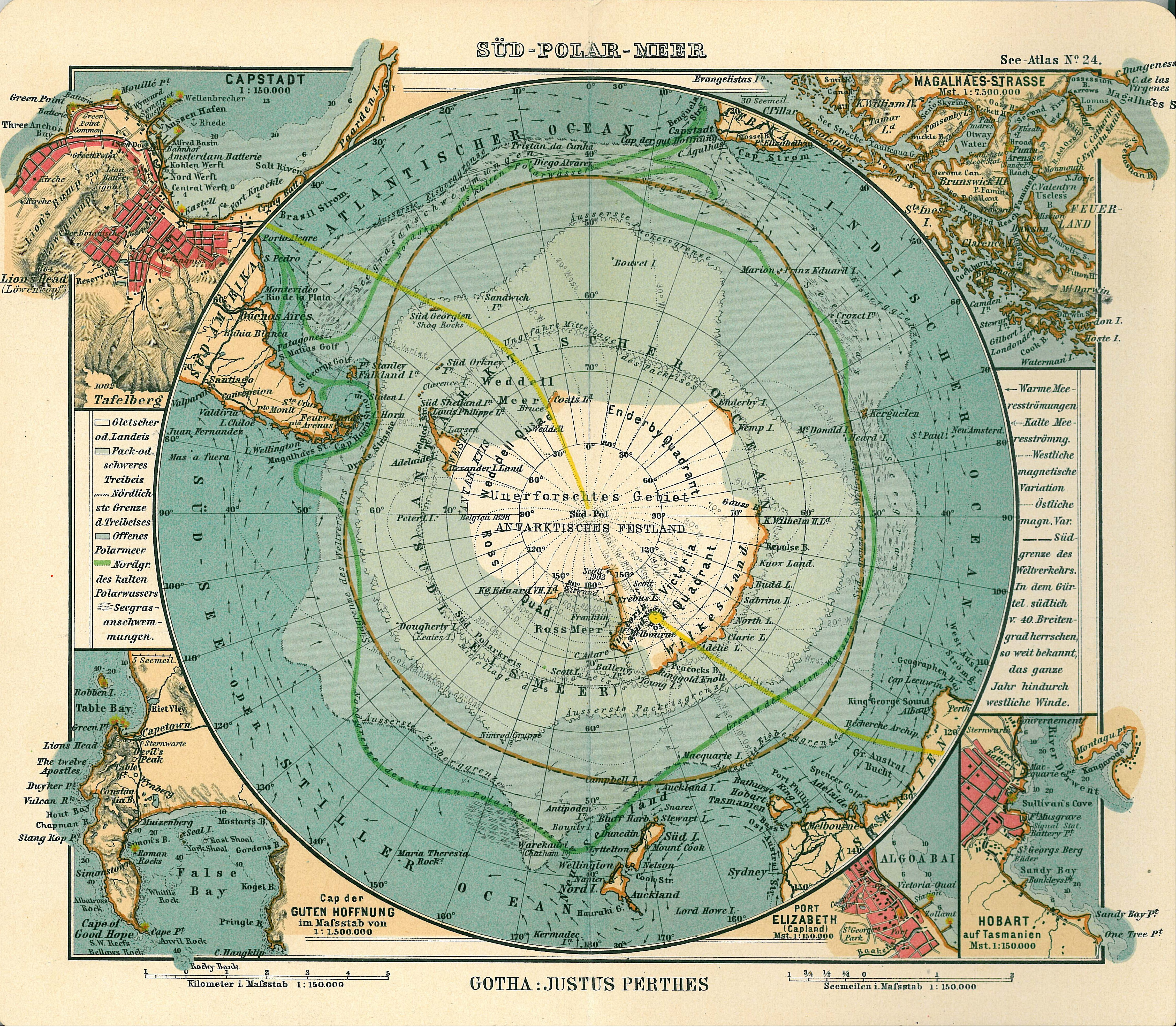
Historische Karte Süd-Polar-Meer (Justus Perthes, Gotha 1906: Seeatlas, Blatt 24)
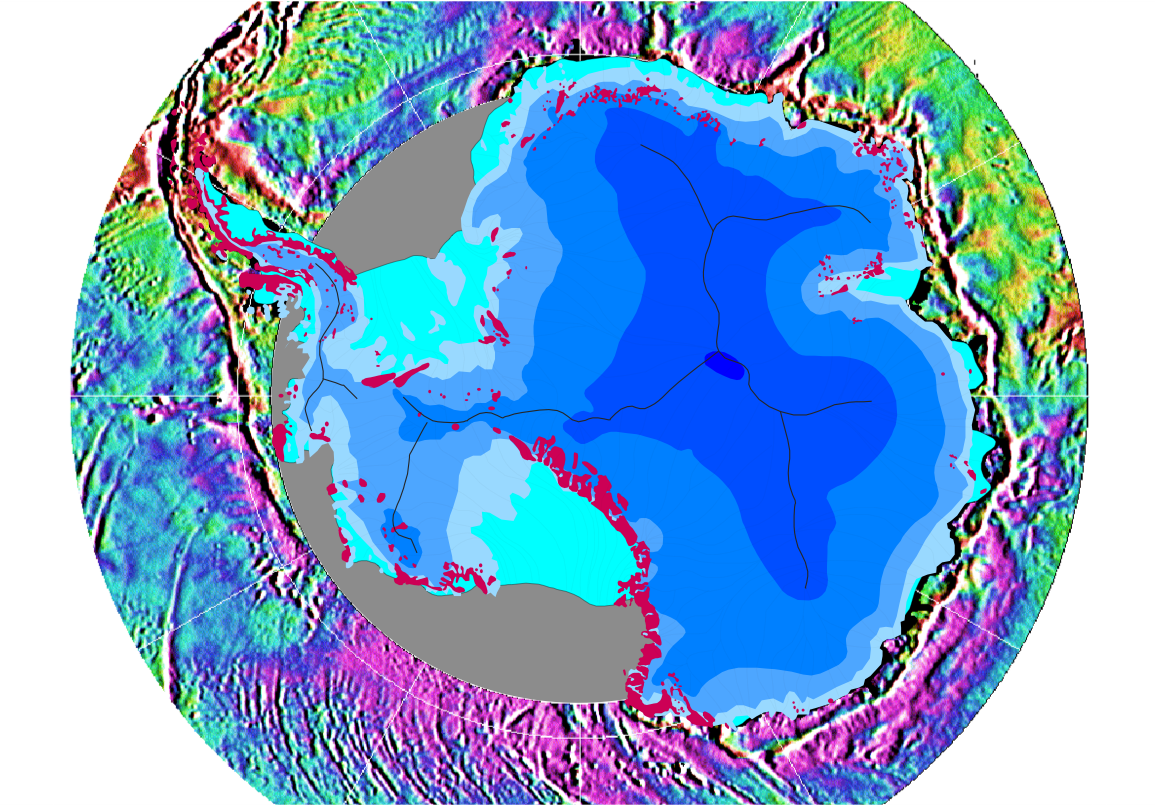
Schwerefeld der Erde im Südpolarmeer
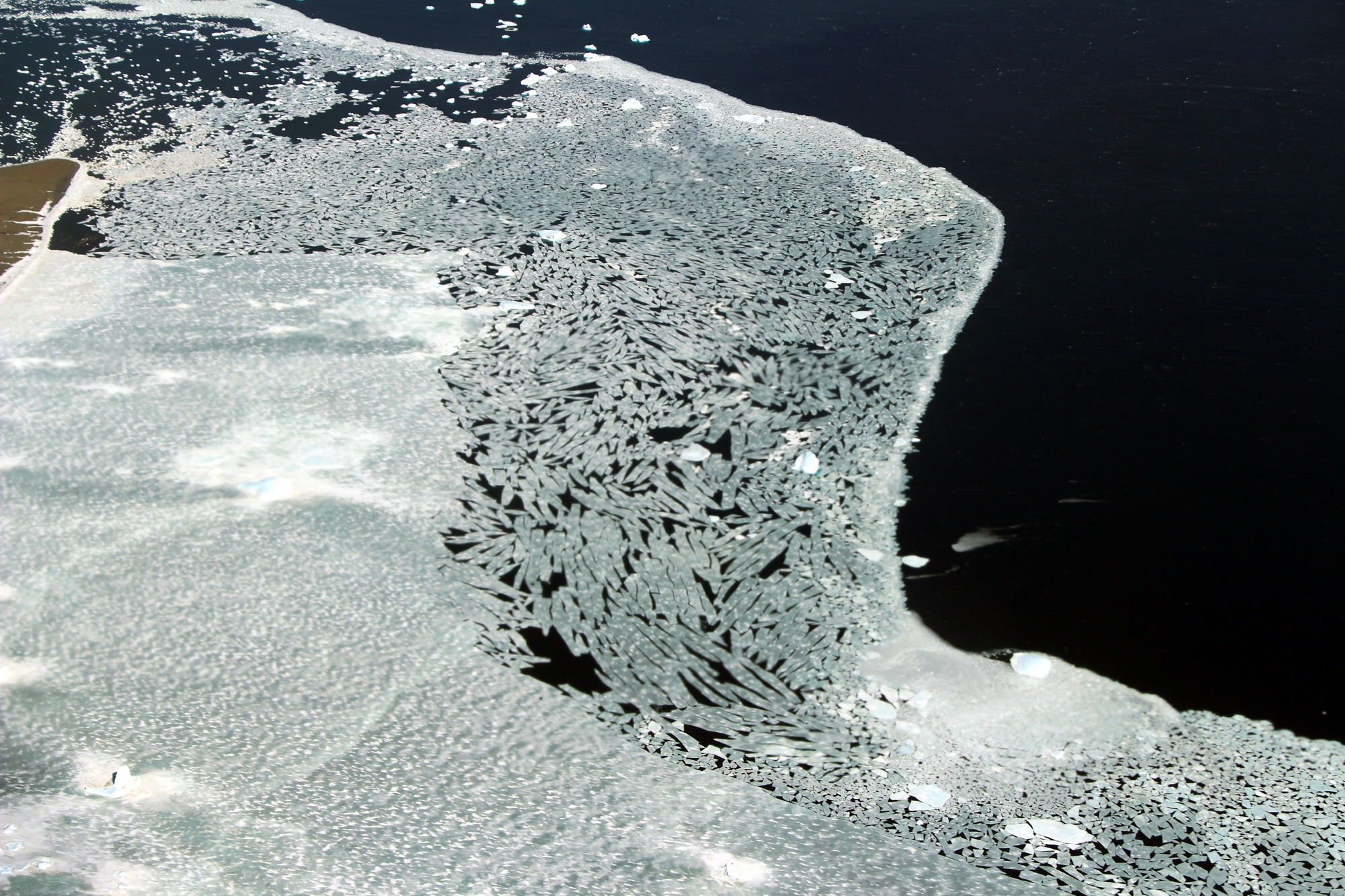
„Zigarren-Eis“, abgebrochen vom Ufereis einer Insel im nordwestlichen Weddell-Meer (Oktober 2016)

## Ökologie

### Meeresboden

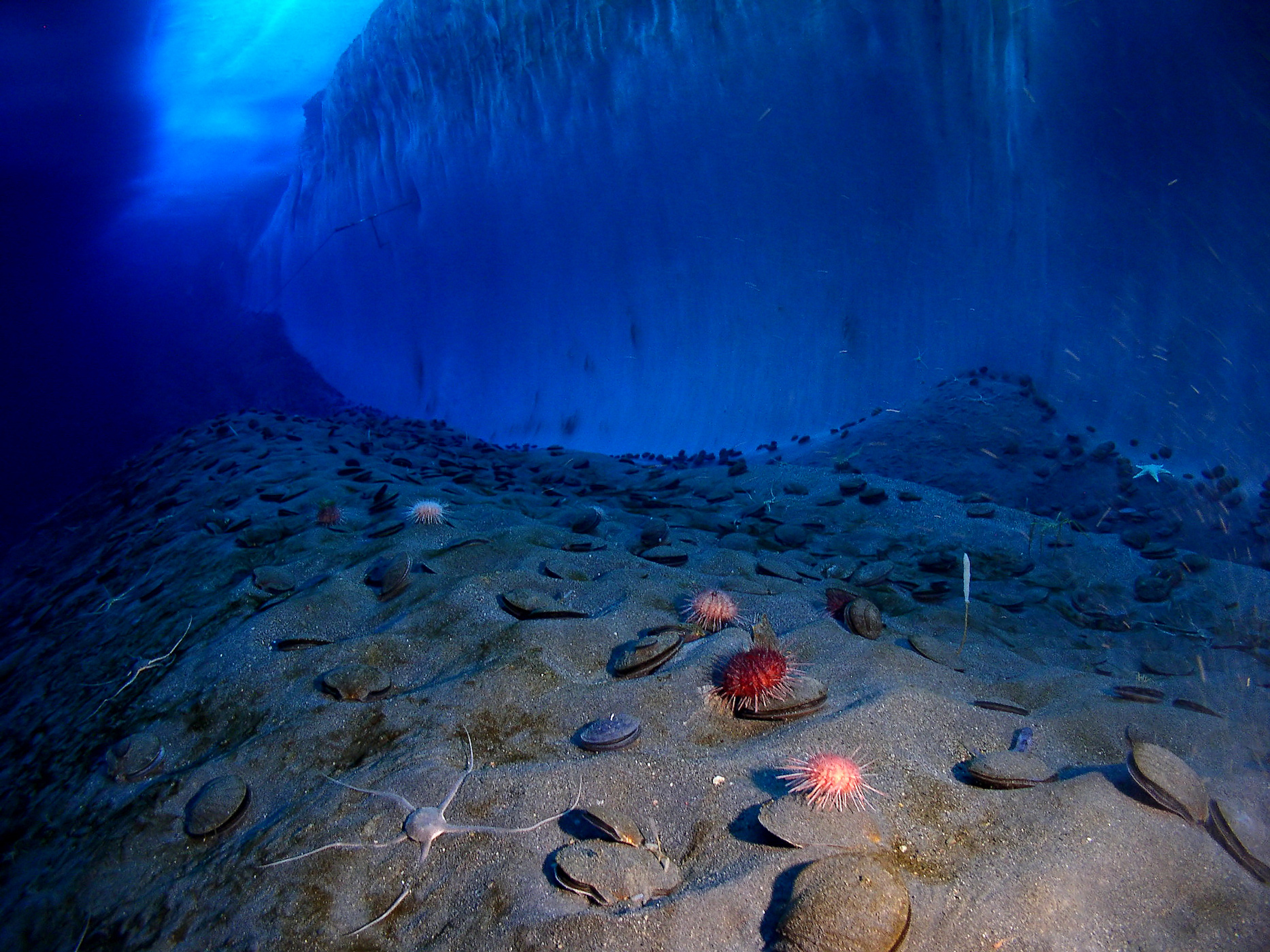
Meeresboden des Südlichen Ozeans an der Küste der Antarktis

Innerhalb des Südlichen Ozeans bzw. auf dessen Meeresboden befinden sich Schwellen, Tiefseebecken und eine Tiefseerinne.
Im Südlichen Ozean liegen jeweils die Ausläufer dieser Schwellen bzw. Rücken, die in Richtung Norden in den Indik bzw. Pazifik übergehen: der Südostausläufer des Kerguelen-Gaußberg-Rückens und der Südwestteil des Südpazifischen Rückens. Die drei großen Tiefseebecken, von denen zumindest die südlichen Bereiche in den Südlichen Ozean hineinreichen, sind das bis 5872 m tiefe Atlantisch-Indische-Südpolarbecken, das bis 5455 m tiefe Indische Südpolarbecken und das bis 5399 m tiefe Pazifische Südpolarbecken; diese gehen in Richtung Norden in den Atlantik, Indik bzw. Pazifik über. Dazu gehört auch noch das Südantillenbecken, das nach Norden in den Atlantik übergeht. Die Tiefseerinne ist der äußerste südliche Ausläufer der Süd-Sandwich-Rinne, die in Richtung Norden in den Atlantik übergeht und dort bis 8264 m tief ist.
Teilweise findet sich auf dem Boden des Südpolarmeers Meeressediment als feiner grauer Schlamm in Meter-Stärke: ein hervorragendes natürliches „Klimaarchiv“ der letzten Eiszeit. Zum Plankton zählende abgestorbene Mikroorganismen ermöglichen eine Rekonstruktion der Klimageschichte über viele Jahrtausende.

### Einfluss auf das Erdklima

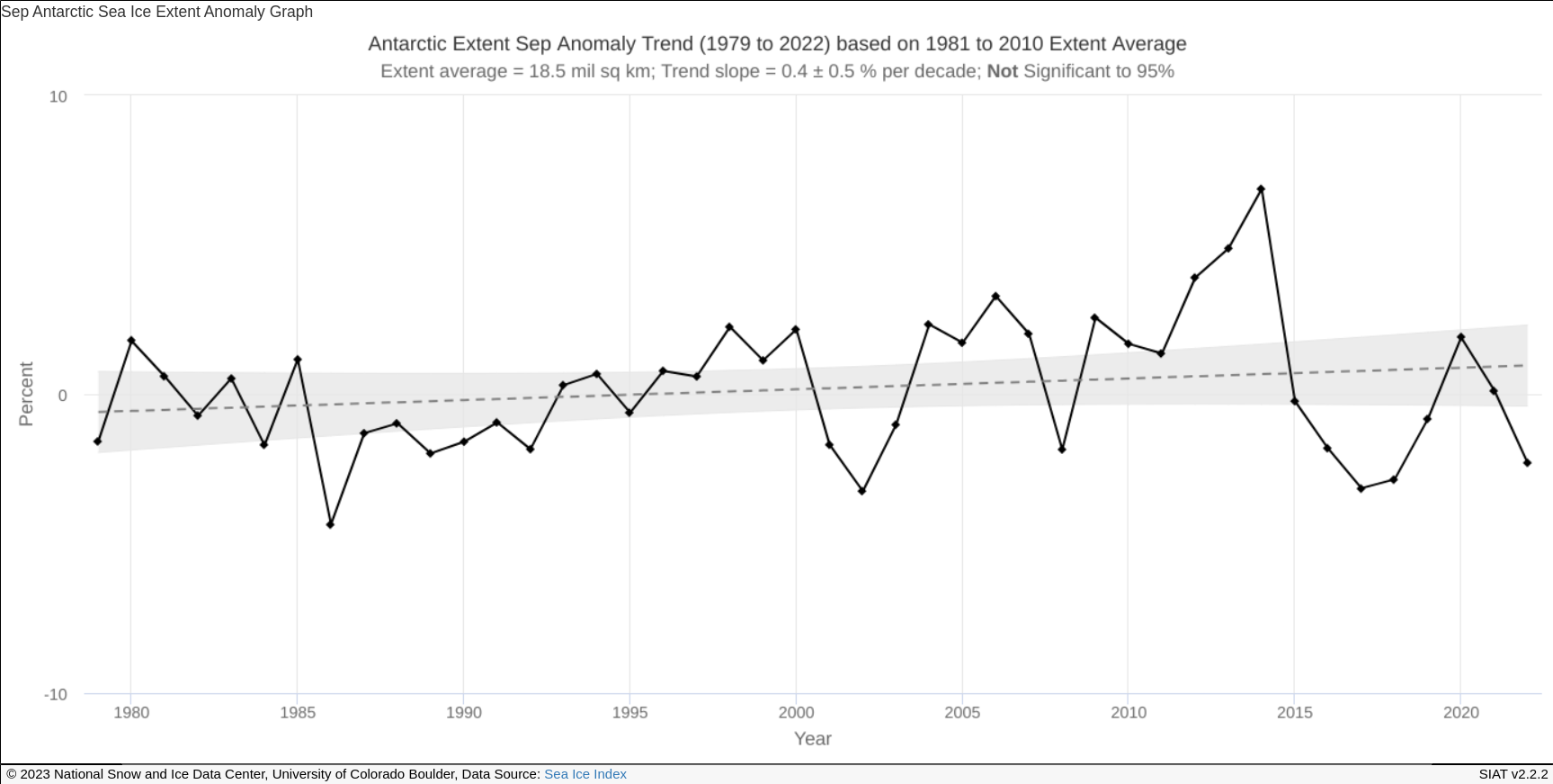
Anomalie des antarktischen Meereises: Prozentuale Abweichung zwischen der mittleren September-Eisausdehnung 1981 bis 2010 und den Septemberwerten einzelner Jahre.

Das von Stürmen in Bewegung gehaltene Südpolarmeer (siehe „Roaring Forties“) speichert große Mengen an Kohlendioxid und Wärme: Ausdauernder Westwind und Unterschiede in der Wasser-Dichte bewegen hier die stärkste Meeresströmung weltweit, den ringförmigen „Antarktischen Zirkumpolarstrom“. Ein wichtiger Teil der globalen thermohalinen bzw. Nord-Süd-Umwälz-Zirkulation, der Nordatlantikstrom, führt relativ warmes Wasser an der Oberfläche von den Tropen in den Nordatlantik, dort kühlt und sinkt es ab, im Südpolarmeer taucht es als Schluss der Zirkulation wieder auf. Trotz hier etwa gleich bleibender Temperatur absorbiert so das Südpolarmeer mehr als zwei Drittel der durch den Treibhauseffekt zusätzlich entstehenden Wärme: sie driftet oberflächlich nordwärts, während vor Ort kühleres Wasser aufsteigt.
Das Südpolarmeer hat vermutlich mittels Planktonzirkulation während der letzten Eiszeit riesige Mengen Kohlendioxid gespeichert und auf diese Weise der Erdatmosphäre entzogen: Plankton absorbiert CO2 an der Oberfläche, es sinkt nach dem Absterben in die Tiefe; Bakterien wiederum zersetzen das Plankton rasch. Dabei wird zwar das CO2 wieder frei, es verbleibt jedoch in gelöster Form in den tiefen Meeresschichten. Bis zum Ende der letzten Eiszeit lag so vermutlich der CO2-Gehalt der Erdatmosphäre ungefähr ein Drittel unter dem heutigen.

### Gefährdung durch menschliche Aktivitäten
Global betrachtet zählt die Antarktis zu den Lebensräumen, die sich durch menschliche Einflüsse am schnellsten und umfangreichsten verändern, was Auswirkungen auf ihre aquatischen Bewohner hat. Die Auswirkungen haben sogar die Meeresströmung des Antarktischen Zirkumpolarstroms verändert. Nach Ansicht von Biologen und Meeresforschern wird aktuell noch nicht genug getan, um die negativen Auswirkungen der menschlichen Aktivitäten wirkungsvoll zu begrenzen.

#### Klimawandel
Nach Berechnungen von Wissenschaftlern hat der Süßwasser-Eintrag durch Gletschereis in das Südpolarmeer zwischen 1982 und 2008 um bis zu 20 Prozent zugenommen. Dies könnte den dort seit Jahren messbar abnehmenden Salzgehalt des Meerwassers erklären.
Durch das Abschmelzen der Gletscher, ändert sich jedoch nicht nur der Salzgehalt, sondern auch die Wassertemperatur. In der Gegend um das Ross-Schelfeis hat die Wassertemperatur abgenommen, während sie in im Western der antarktischen Halbinsel gestiegen ist. Die Erwärmung der Meere sogt nicht nur für eine Erhöhung des Wärmeinhaltes der Ozeane, sondern wirkt sich darüber hinaus auf die Stärke und die Richtung der Meeresströmungen aus.

#### Überfischung
Neben den Auswirkungen des Klimawandels verändert auch eine rücksichtslos betriebene Fischerei sowohl den Lebensraum als auch die Anzahl der verbliebenen arktischen Fische und Kalmare und deren Verfügbarkeit innerhalb der Nahrungskette. Gerade bei den Antarktisdorschen spielt hier auch illegaler Fang eine Rolle bei Veränderungen innerhalb des Ökosystems.

## Nebenmeere
Der Südliche Ozean besitzt wie die übrigen Ozeane eine ganze Reihe wichtiger Nebenmeere (Reihenfolge im Uhrzeigersinn):
| \| Bezeichnung \| Art \| Fläche(km²) \| Tiefe (m) \| von Längengrad \| bis Längengrad \| \| ------------------ \| -------- \| ----------- \| --------- \| -------------- \| -------------- \| \| Rossmeer \| Randmeer \| 958000 \| 500 \| 170°14'O \| 157°50'W \| \| Amundsensee \| Randmeer \| 1036000 \| \| 126°15'W \| 102°28'W \| \| Bellingshausen-See \| Randmeer \| 600000 \| \| 102°28'W \| 73°W \| \| Drake-Passage ∗ \| Meerenge \| \| \| ca. 55°W \| ca. 62°W \| \| Weddell-Meer \| Randmeer \| 2800000 \| \| 63°11'W \| 12°16'W \| \| Haakon-VII.-See ∗∗ \| Randmeer \| \| \| 20°W \| 45°O \| \| Lasarew-See \| Randmeer \| 929000 \| 3000 \| 0° \| 14°O \| \| Riiser-Larsen-See \| Randmeer \| 1138000 \| > 3000 \| 14°O \| 33°45'O \| \| Kosmonautensee \| Randmeer \| 699000 \| \| 33°45'O \| 53°48'O \| \| Kooperationssee \| Randmeer \| 258000 \| \| 53°48'O \| 81°40'O \| \| Davissee \| Randmeer \| 21000 \| \| 81°40'O \| 95°35'O \| \| Mawsonsee \| Randmeer \| 333000 \| 1000 \| 95°35'O \| 113°12'O \| \| D’Urville-See \| Randmeer \| \| \| 136°12'O \| 146°50'O \| \| Somow-See \| Randmeer \| 1150000 \| \| 146°50'O \| 170°14'O \| |          |             |           |                |                |
| Bezeichnung | Art      | Fläche(km²) | Tiefe (m) | von Längengrad | bis Längengrad |
| Rossmeer | Randmeer | 958000      | 500       | 170°14'O       | 157°50'W       |
| Amundsensee | Randmeer | 1036000     |           | 126°15'W       | 102°28'W       |
| Bellingshausen-See | Randmeer | 600000      |           | 102°28'W       | 73°W           |
| Drake-Passage ∗ | Meerenge |             |           | ca. 55°W       | ca. 62°W       |
| Weddell-Meer | Randmeer | 2800000     |           | 63°11'W        | 12°16'W        |
| Haakon-VII.-See ∗∗ | Randmeer |             |           | 20°W           | 45°O           |
| Lasarew-See | Randmeer | 929000      | 3000      | 0°             | 14°O           |
| Riiser-Larsen-See | Randmeer | 1138000     | > 3000    | 14°O           | 33°45'O        |
| Kosmonautensee | Randmeer | 699000      |           | 33°45'O        | 53°48'O        |
| Kooperationssee | Randmeer | 258000      |           | 53°48'O        | 81°40'O        |
| Davissee | Randmeer | 21000       |           | 81°40'O        | 95°35'O        |
| Mawsonsee | Randmeer | 333000      | 1000      | 95°35'O        | 113°12'O       |
| D’Urville-See | Randmeer |             |           | 136°12'O       | 146°50'O       |
| Somow-See | Randmeer | 1150000     |           | 146°50'O       | 170°14'O       |

- Die Bransfieldstraße trennt die Antarktische Halbinsel mit ihren küstennahen Insel von den Südlichen Shetlandinseln
- Die Scotiasee ist primär ein Randmeer des Atlantiks. Sie reicht im Süden aber bis zu den Südlichen Orkneyinseln und den Südlichen Shetlandinseln und schließt damit nominell einen Teil des Südlichen Ozeans ein, dessen Nordgrenze der Breitengrad 60°S ist.

## Inselwelt

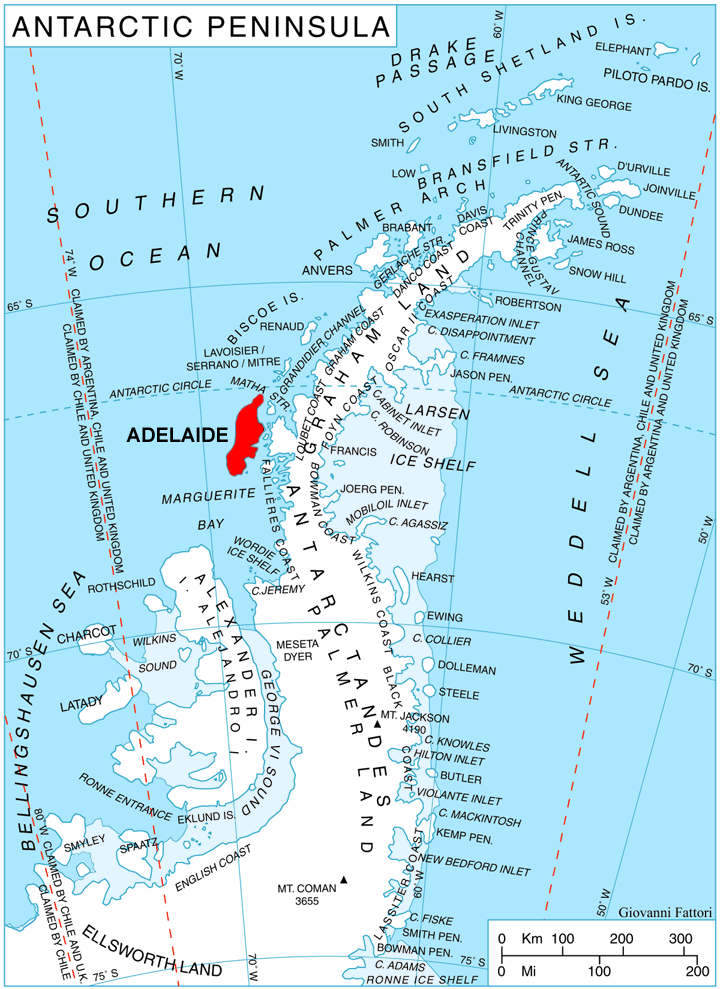
Die nordwestliche Spitze der antarktischen Halbinsel, Palmerland, mit ihrer Inselwelt. Rot markiert: Adelaide-Insel.

Im Südpolarmeer bzw. vor der Küste der Antarktis liegen zum Beispiel folgende Inseln und Inselgruppen: Alexander-I.-Insel, Balleny-Inseln, Berkner-Insel, Ross-Insel, Scott-Insel, Südliche Orkneyinseln und Südliche Shetlandinseln.